# Stackpole Books
A Stackpole Books é uma editora comercial em Mechanicsburg, Pensilvânia. Foi fundada por Edward J. Stackpole em Harrisburg, na Pensilvânia, em 1930 e foi transferida para sua sede atual em 1993. A Stackpole publica livros de não-ficção nas áreas de artesanato, atividades ao ar livre, regionais e de viagens, história militar e referência militar. O CEO foi M. David Detweiler, e a Editora e Diretora Editorial, Judith Schnell, até o falecimento de ambos.

## História
A editora que se tornou a Stackpole Books tem suas origens no Evening Telegraph em Harrisburg, na Pensilvânia, fundado no início do século XIX. Em 1901, o controle acionário da Telegraph Press foi adquirido por EJ Stackpole Sr. O negócio foi conduzido pelo filho de Stackpole, Edward J. Stackpole Jr., um general condecorado na Primeira Guerra Mundial que recebeu a Cruz de Serviço Distinto, a Estrela de Prata e três Corações Púrpuras.
Em 1930, a National Service Publishing Company, com sede em Washington, DC e fundada em 1921, foi adquirida pelo Telegraph. Renomeada Military Service Publishing Company. Publicou livros didáticos para os serviços militares, incluindo o Army Officer's Guide, que ainda está sendo impresso em uma edição atualizada pela Stackpole Books.
Também em 1930, EJ Stackpole Jr. e seu irmão Albert Stackpole iniciaram uma empresa comercial chamada Stackpole Sons, com escritórios adicionais na cidade de Nova York. Stackpole Sons publicou livros a partir de 1936 sobre uma variedade de assuntos, incluindo ficção de Damon Runyon e John Fante e autobiografias de Benny Goodman e Huey Long. Tanto a Military Service Publishing Company quanto a Stackpole Sons eram divisões da Telegraph Press. Uma breve fusão da Stackpole Sons com a Heck Company na década de 1940 resultou na editora de vida curta Stackpole & Heck. Após a dissolução do sindicato, a divisão comercial tornou-se a Stackpole Company.
Durante a Segunda Guerra Mundial, a Military Services Publishing Company produziu reimpressões pequenas e baratas de títulos de ficção para soldados. Com cerca de duas vezes o tamanho das <i>Armed Services Editions</i> (ASEs), esses livros ainda eram pequenos o suficiente para serem transportados facilmente nos bolsos de uniformes militares. Essas "reimpressões superiores" complementaram os títulos da ASE e inclinaram-se para o mistério e a ficção policial. Como os ASEs, esses livros eram divertidos e de conteúdo incontroverso; mas, ao contrário das ASEs, não eram gratuitas para os soldados.
Na década de 1950, a Stackpole desenvolveu uma forte ênfase em livros de não-ficção, especialmente ao ar livre e títulos históricos. Ao ar livre, a casa publicou vários trabalhos bem-sucedidos e conceituados do sobrevivente da natureza selvagem Bradford Angier, incluindo Feasting Free on Wild Edibles, Field Guide to Edible Wild Plants, Field Guide to Medicinal Wild Plants e Looking for Gold, todos os quais ainda são impressos hoje em novas edições. O próprio EJ Stackpole Jr. foi um estimado autor da história da Guerra Civil Americana; seus títulos populares para a casa são They Met at Gettysburg, The Fredericksburg Campaign, Chancellorsville e Sheridan in the Shenandoah.
Em 1959, a Stackpole e a Military Service fundiram-se em uma única empresa, a Stackpole Books. Nos últimos anos, a casa continuou publicando referências militares, história e atividades ao ar livre. A Stackpole é especialmente conhecida por seus livros sobre pesca com mosca. As novas linhas incluem livros de artesanato, regionais e de viagens.
Em 2015, a Stackpole Books foi comprada pela Rowman & Littlefield. As revistas Stackpole foram vendidas para a Ampry Publishing em 2016.

## Reimpressões superiores
A Military Services Publishing Company produziu uma série de livros de bolso chamados "Superior Reprints" ("Reimpressões superiores") em 1944 e 1945. Nesta série foram publicados vinte e um títulos, numerados consecutivamente de M637 a M657. Cada livro custava 25 centavos. A série completa de reimpressões superiores consiste em:
| - (M637) White Magic de Faith Baldwin - (M638) Ol' Man Adam an' His Chillun de Roark Bradford - (M639) Unexpected Night de Elizabeth Daly - (M640) An April Afternoon de Philip Wylie - (M641) Family Affair de Ione Sandberg Shriber - (M642) The Rynox Murder Mystery de Philip MacDonald - (M643) Cartoons de George Price | - (M644) Embarrassment of Riches de Marjorie Fischer - (M645) Murder in Mink de Robert George Dean - (M646) The Love Nest and Other Stories de Ring Lardner - (M647) Inquest de Percival Wilde - (M648) One Foot in Heaven de Hartzell Spence - (M649) The Navy Colt de Frank Gruber - (M650) The Informer de Liam O'Flaherty | - (M651) Mr. Angel Comes Aboard de Charles G. Booth - (M652) This Gun for Hire de Graham Greene - (M653) The House Without the Door de Elizabeth Daly - (M654) On Ice de Robert George Dean - (M655) The Mighty Blockhead de Frank Gruber - (M656) A Saki Sampler de H. H. Munro - (M657) Good Night, Sheriff de Harrison R. Steeves |